# 캠벨 수프 통조림

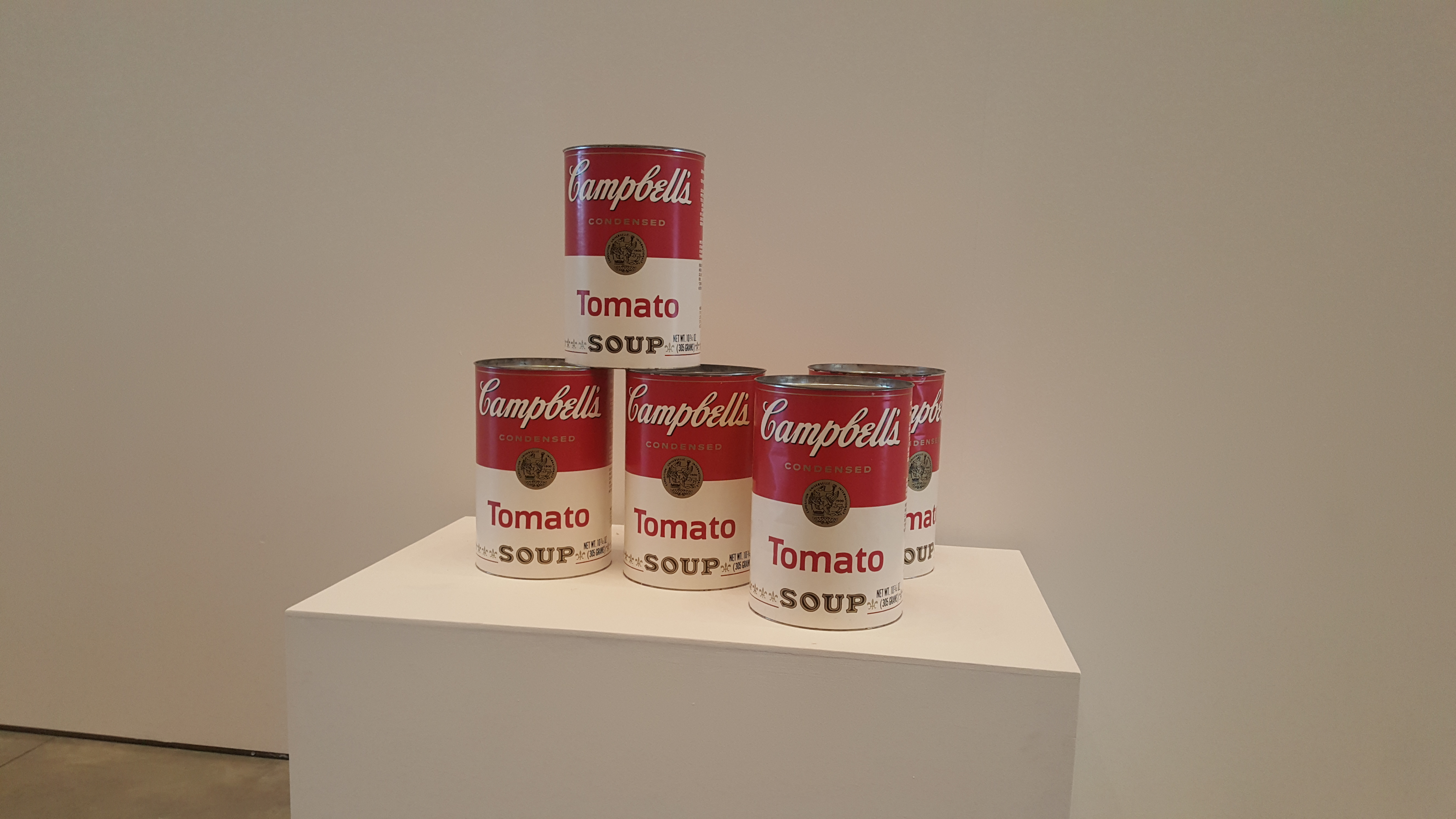
대구 미술관에 전시된 캠벨 수프 통조림

캠벨 수프 통조림(영어: Campbell's Soup Cans)은 미국의 팝 아티스트 앤디 워홀의 예술 작품이다. 이 작품은 1961년 11월부터 1962년 3월 또는 4월에 제작된 것으로 알려져 있다. 이 작품은 높이 20인치(52cm), 너비 16인치(42cm)의 캠벨 수프 사가 당시 제조하던 32가지 종류의 통조림을 캔버스에 그려낸 것이었다. 각각의 통조림 그림은 반자동 실크 스크린 기법인 판화로 그려졌다. 한때 예술작품인지 아닌지 의견이 분분하기도 했다. 몇 개를 팔기도 했지만, 나중에 모두가 더 가치 있다는 것을 알고 난 후 다시 사들였다.